# Pensionsförsäkring
En pensionsförsäkring är i svensk skatterätt en försäkring som, grovt sett, betalas ut när den försäkrade uppnått en viss ålder (ålderspension), den försäkrades arbetsförmåga är nedsatt helt eller delvis (sjukpension) eller den försäkrade avlider. De kvalitativa kraven som ställs för att en försäkring skall definieras som pensionsförsäkring finner man i Inkomstskattelagen  och Tryggandelagen. 
De kvalitativa kraven som stipuleras är viss ålder vid utbetalningen (55 år), utbetalningens längd (5 år) och att försäkringens förmånstagare endast får vara nära familjemedlemmar (make/maka/sambo eller gemensamma barn). Försäkringen får endast undantagsvis betalas ut under andra villkor. Lagens krav är här stränga och det räcker exempelvis inte med att försäkringstagare fått en dödlig sjukdom för att utbetalningen ska träda i kraft.

## Traditionell pensionsförsäkring
I en pensionsförsäkring med traditionell förvaltning garanteras en viss bestämd nivå på framtida pensionsutbetalningar, grundat på försäkringens grundränteantagande. Dessa garanterade pensionsnivåer kan höjas om det ekonomiska resultatet i försäkringsrörelsen är gynnsammare än i antagandena. Gynnsammare resultat kan uppstå på grund av högre eller lägre dödlighet, lägre sjuklighet, lägre omkostnader eller högre avkastning i kapitalförvaltningen.

## Fondpensionsförsäkring
I en pensionsförsäkring med fondförvaltning garanteras ingen viss bestämd nivå på framtida pensionsutbetalningar, då utbetalningarnas storlek beror på fondvärdet vid utbetalningsdagen. En fondpensionsförsäkring förvaltas ofta av pensionstagaren själv eller av denne utsedd förvaltare. Risken i fondförsäkring är ofta högre än i traditionell förvaltning men ger också därmed möjlighet till bättre avkastning. En alternativ variant av pensionssparande som även kan innehålla enskilda aktier är IPS (Individuellt Pensionssparande). IPS är dock inte någon försäkring.